# Hendrik Richter

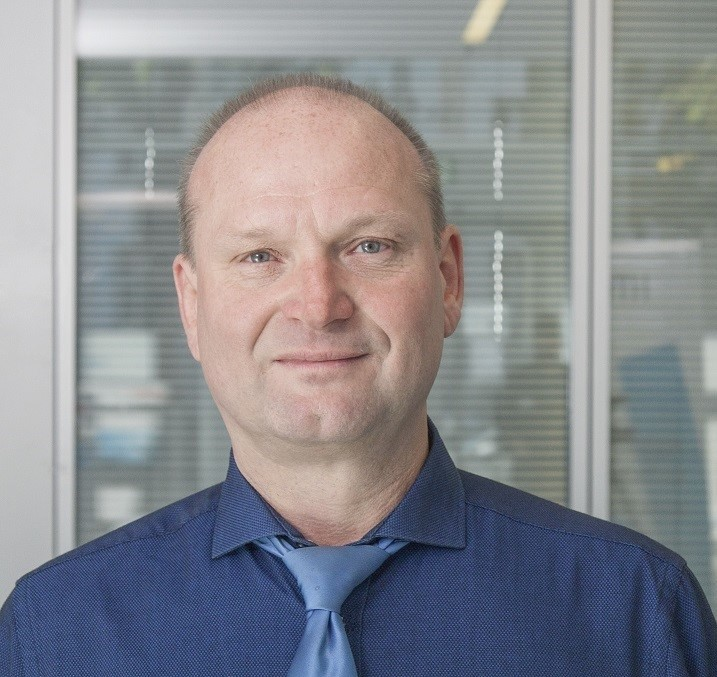
Hendrik Richter (2021)

Hendrik Richter  (* 15. Juli 1969 in Halle (Saale)) ist ein deutscher Ingenieur und Professor für Regelungstechnik. Er ist auf dem Gebiet der Automatisierungstechnik tätig und war von 2005 bis 2015 Prodekan der Fakultät Elektrotechnik und Informationstechnik an der Hochschule für Technik, Wirtschaft und Kultur Leipzig (HTWK).

## Werdegang und Wirken
Hendrik Richter wurde in Halle (Saale) im Bezirk Halle geboren. Nach Abschluss der Schulausbildung an einer Polytechnischen Oberschule (POS) und einer Erweiterten Oberschule (EOS) legte er hier 1989 das Abitur ab.
Von 1990 bis 1995 folgte ein Studium im Diplomstudiengang Elektrotechnik, das er in der Studienrichtung Mess-, Steuerungs- und Regelungstechnik an der Technischen Hochschule Leipzig absolviert hat. Zu seinen akademischen Lehrern gehörten in dieser Zeit Siegfried Altmann, Herbert Ehrlich, Günter Stein, Klaus-Peter Schulze, Werner Kriesel, Wolfgang Schäfer, Klaus Kabitzsch, Klaus Steinbock u. a.
In den Jahren 1994 und 1995 weilte er in England zu einem Auslandsstudium der Elektrotechnik an der University of Birmingham. Danach war er bis 1999 Promotionsstudent am Institut für Regelungs- und Steuerungstheorie (Direktor: Kurt Reinschke) der TU Dresden und am Fachbereich Elektrotechnik der HTWK Leipzig. Während dieser Zeit hat er sich 1996 zu einem Auslandsstudium an der University of Pennsylvania in Philadelphia (USA) aufgehalten. 1999 erfolgte seine Promotion zum Doktor-Ingenieur (Dr.-Ing.) mit dem Thema Steuerung und Beobachtung chaotischer Systeme.
Sein Berufseinstieg begann im Zeitraum 1999 bis 2003 als wissenschaftlicher Mitarbeiter und später als Gruppenleiter am Fraunhofer-Institut für Produktionstechnik und Automatisierung (IPA) in Stuttgart.
2003 wurde Hendrik Richter als Professor für Regelungstechnik an die Fakultät Elektrotechnik und Informationstechnik der Hochschule für Technik, Wirtschaft und Kultur Leipzig (HTWK) berufen. Hier war er 2005 und 2006 Prodekan und von 2006 bis 2015 Studiendekan der Fakultät Elektrotechnik und Informationstechnik.

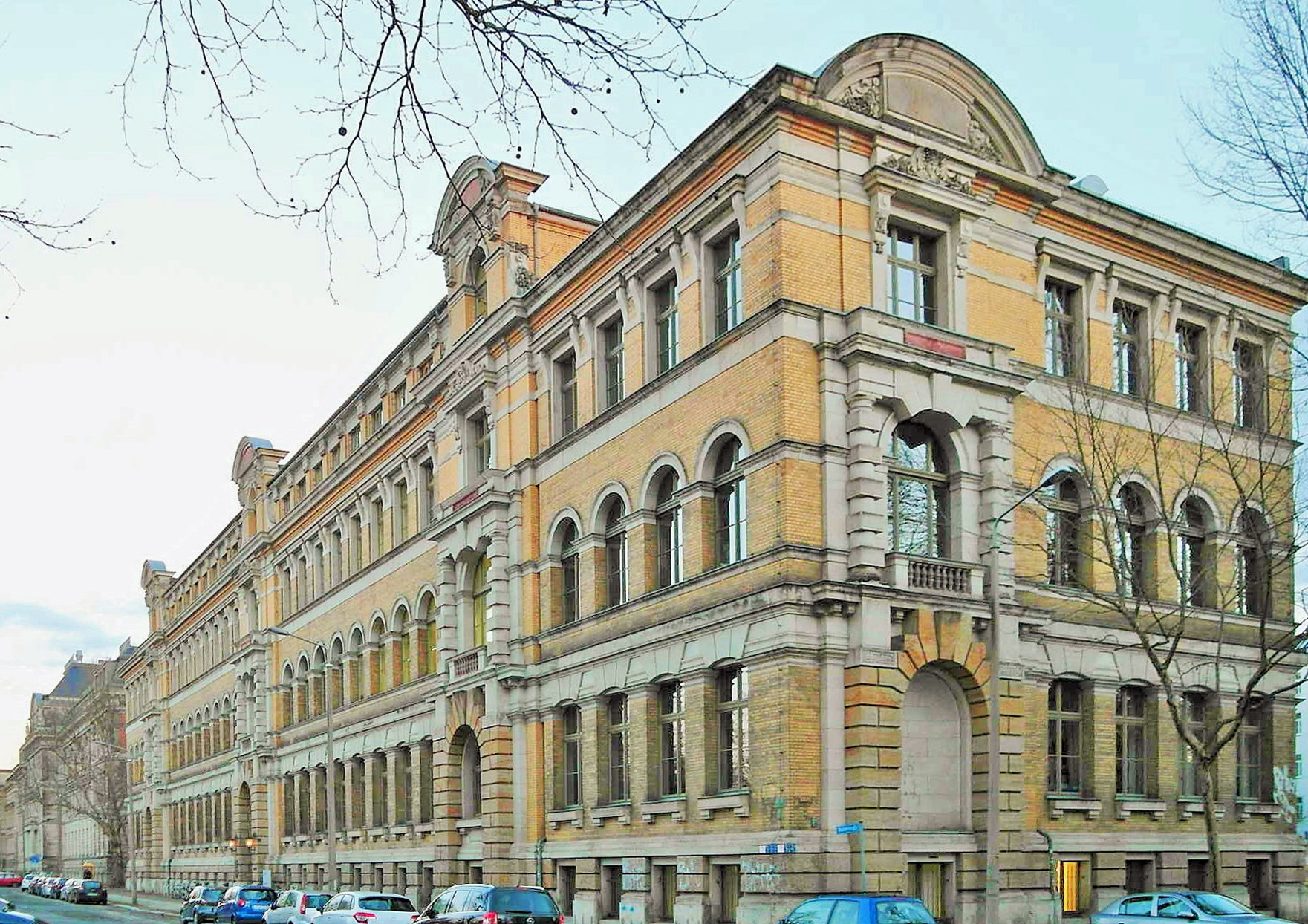
Leipzig, Wächterstraße 13, Gebäude der ehemaligen TH Leipzig für die beiden Sektionen Automatisierungsanlagen und Elektroenergieanlagen, heute Wiener-Bau: Fakultätsgebäude der HTWK Leipzig

Im Jahr 2007 wirkte er als Gastprofessor an der Nanjing University of Technology in Nanjing (China).  Weitere Forschungsaufenthalte führten ihn 2008 an die University of Leicester in England, 2013 an die University of Pretoria in Südafrika und 2025 an die University of Adelaide in Australien.
Zu den Forschungsschwerpunkten von Hendrik Richter gehören Probleme der nichtlinearen Dynamik, insbesondere Analysewerkzeuge und Regelungsentwurf nichtlinearer Systeme, sowie Verfahren der Metaheuristik, insbesondere biologie-inspirierte Problemlösungen, evolutionäre Algorithmen und evolutionäre Spieltheorie.

## Mitgliedschaften und Ehrungen (Auswahl)
- Mitglied des Herausgeberstabes : ISRN Computational Mathematics; Journal of Computational Information Systems; Springer Series Emergence, Complexity and Computation
- Reviewer for Journals: etwa 25 internationale Fachzeitschriften
- Mitglied von Programmkomitees: für etwa 30 internationale Konferenzen, Symposien und Kongresse
- Local Organizer für die Informatik-Konferenz EvoStar 2019 in Leipzig
- Programm Chair, Informatik-Konferenz EvoStar 2011 in Turin (Italien), Track on evolutionary algorithms in stochastic and dynamic environments (EvoStoc)
- Programm Chair, Informatik-Konferenz EvoStar 2012 in Málaga (Spanien), Track on evolutionary algorithms in stochastic and dynamic environments (EvoStoc)
- Mitglied des Fakultätsrats der Fakultät Ingenieurwissenschaften an der HTWK
- Mitglied des Prüfungsausschusses der Fakultät
- Mitglied des erweiterten Senats der HTWK
- Konferenz EvoComplex 2012 in Malaga: Best paper award nominee. Analyzing dynamic fitness landscapes of the targeting problem of chaotic systems.
- Konferenz IEEE WCCI 2016 in Vancouver (Kanada): Regular best paper award. Analyzing coevolutionary games with dynamic fitness landscapes.
- Konferenz EvoMusArt 2018 in Parma (Italien): Best paper award nominee. Visual art inspired by the collective feeding behavior of sand-bubbler crabs.
- Stanford University listet weltbeste Wissenschaftler auf (2021): Hendrik Richter ist unter den Top 255 der deutschen Forschenden im hochkompetitiven Forschungsgebiet Künstliche Intelligenz[9]

## Publikationen (Auswahl)
- Hendrik Richter, Kurt J. Reinschke: Local control of chaos: A Lyapunov approach. International Journal of Bifurcation and Chaos 8 (1998), 1565–1573.
- Steuerung und Beobachtung chaotischer Systeme. VDI Fortschritt Berichte, Reihe 8 (Mess-, Steuerungs- und Regelungstechnik), Bd. 810, VDI-Verlag, Düsseldorf, 2000 (= genehmigte Dissertation an der Fakultät Elektrotechnik der TU Dresden).
- Chaotisches Verhalten dynamischer Systeme und seine regelungstechnische Behandlung. at-Automatisierungstechnik, München 48 (2000), 471–477.
- Hendrik Richter, Kurt J. Reinschke: Optimization of local control of chaos by an evolutionary algorithm. Physica D144 (2000), 309–334.
- Hendrik Richter, Günter Stein: On Taylor series expansion for chaotic nonlinear systems. Chaos, Solitons & Fractals 13 (2002), 1783–1789.
- Ivan Zelinka, Sergej Celikovsky, Hendrik Richter & Guanrong Chen: Evolutionary algorithms and chaotic systems. Studies in Computational Intelligence, Vol. 267, Springer-Verlag, Berlin, 2010.
- Rico Schulze, Franz Dietel, Jens Jäkel, Hendrik Richter: An artificial immune system for classifying aerodynamic instabilities of centrifugal compressors. International Journal of Computational Intelligence and Applications, vol. 11 (1), 2012.
- Hendrik Richter, Andries P. Engelbrecht: Recent Advances in the Theory and Application of Fitness Landscapes. Series in Emergence, Complexity and Computation, Vol. 6, Springer-Verlag, Berlin, 2014.
- Dynamic landscape models of coevolutionary games. BioSystems 153–154 (2017), 26–44.
- Fixation properties of multiple cooperator configurations on regular graphs. Theory in Biosciences 138 (2), 261–275 (2019) SpringerLink (Online service), 2019, DOI:10.1007/s12064-019-00293-3.
- Hendrik Richter (Hrsg.): Special issue: EvoStar 2019 - bio-inspired computing and automation. de Gruyter; Oldenbourg, Berlin; Boston 2020.

Eine umfassende Liste der Veröffentlichungen von Hendrik Richter ist unter Google Scholar zu finden.